# Lycée polonais de Villard-de-Lans
Le lycée polonais de Villard-de-Lans, de son nom complet « Lycée polonais Cyprian Norwid de Villard-de-Lans » (Liceum polskie w Villard-de-Lans en polonais) est un ancien établissement scolaire situé à Villard-de-Lans, en Isère. Il a été créé en octobre 1940 après l'invasion de la Pologne en 1939 puis de la France par l'armée allemande en 1940. 
Le bâtiment, ancien « hôtel du parc et du château » de Villard-de-Lans, va accueillir quelque 800 élèves et professeurs polonais de 1940 à 1946. Un film a été réalisé avec le concours de l'historien Stéphane Malbos, d'après les archives « Mémoire du lycée polonais », diffusé lors d'une exposition à la maison du patrimoine de Villard-de-Lans en 2023.

## Origine du nom

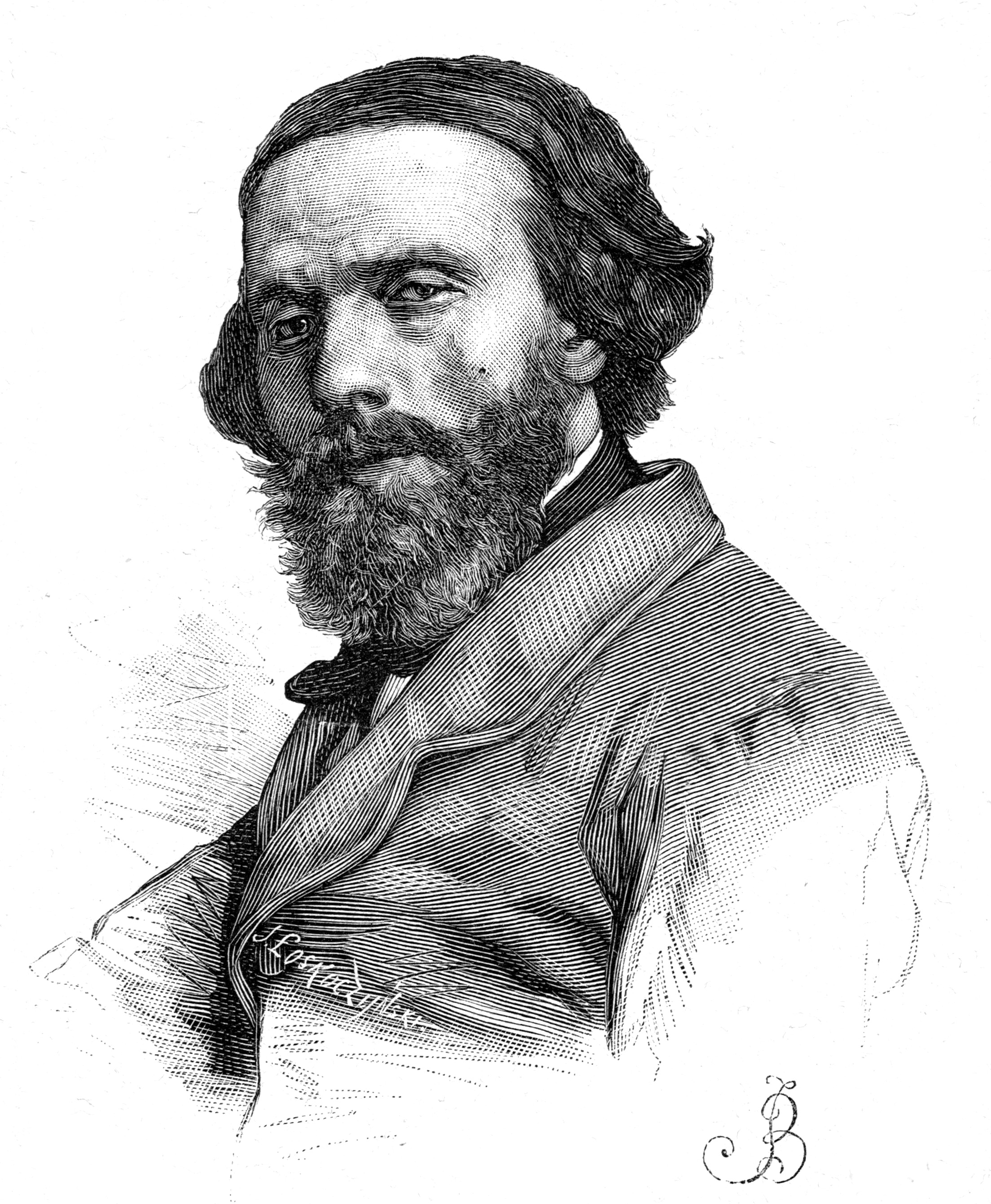
Cyprian Norwid

Le lycée porte le nom de Cyprian Kamil Norwid, écrivain, peintre et sculpteur polonais, né en Pologne, le 4 septembre 1821 et mort, en exil à Paris le 23 mai 1883.

## Historique

### Le bâtiment

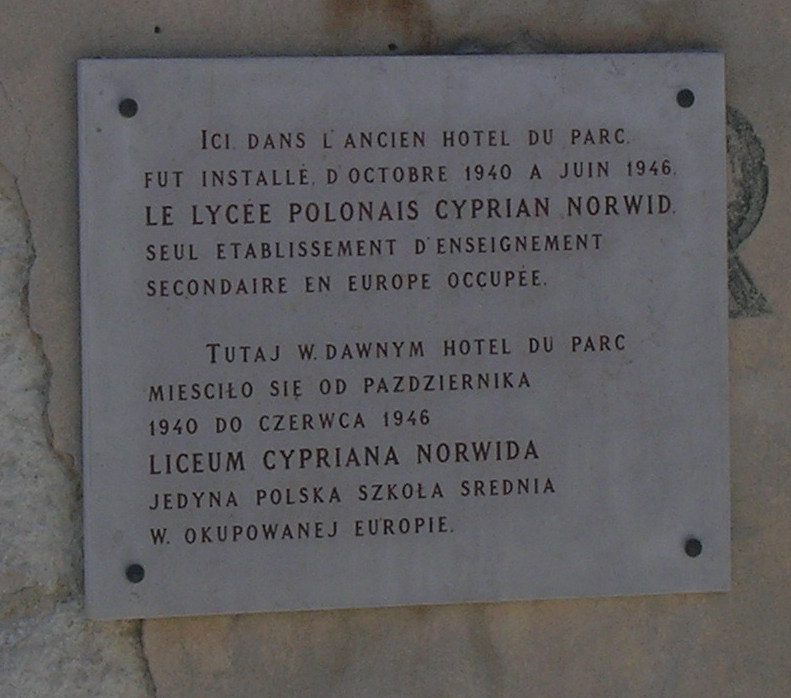
Plaque commémorative sur le bâtiment

Le bâtiment qui abrita le lycée polonais Cyprian Norwid en 1940 fut tout d'abord une maison de maître construite par les Esbrard de La Vallone en 1760, famille originaire du Champsaur. Cette demeure appartiendra sous le Premier Empire au maire et notaire de la commune, Jean-Baptiste Julien. Au début du XXe siècle, le bâtiment, sera agrandi grâce à la création d'une structure annexe, ceci afin de la transformer en hôtel. Cet hôtel, dénommé "Hôtel du Parc et du Château", sera alors la propriété de la famille Guichard et fonctionnera comme tel jusqu'en 1940.
Il est reconverti, durant la Seconde Guerre mondiale, en un établissement scolaire dénommé le lycée Polonais Cyprian Norwid de Villard-de-Lans qui accueillera de jeunes réfugiés venant de Pologne grâce à des financements de la Croix-Rouge (et dont une partie des élèves rejoindront la Résistance représentée dans le canton par le maquis du Vercors). Au jour de son ouverture officielle, le 6 décembre 1940, le lycée accueille 125 élèves. Ils seront 230 en 1946, année de sa fermeture. Le lycée recevra, en moyenne, près de deux cents élèves issus de tous les milieux. Celui-ci fermera ses portes en 1946.
Après la fermeture du Lycée, l'hôtel ne rouvrira jamais ses portes après les hostilités. Le bâtiment fut reconverti en centre de vacances, propriété de la ville d'Avignon, durant les années 1960, pour finir par se retrouver dans un certain état d'abandon et amputé de ses bâtiments annexes qui ont cédé la place à un petit parking desservant le centre du village. D'importants travaux de rénovation débutent en juin 2018. À la suite de la démolition de l'aile ouest du « château », seul le bâtiment principal reste en place, auquel est accolée une nouvelle annexe en forme d'une grande verrière, pour une ouverture du Pôle tourisme, principalement dévolu à l'accueil des touristes, en septembre 2019.

### L'institution

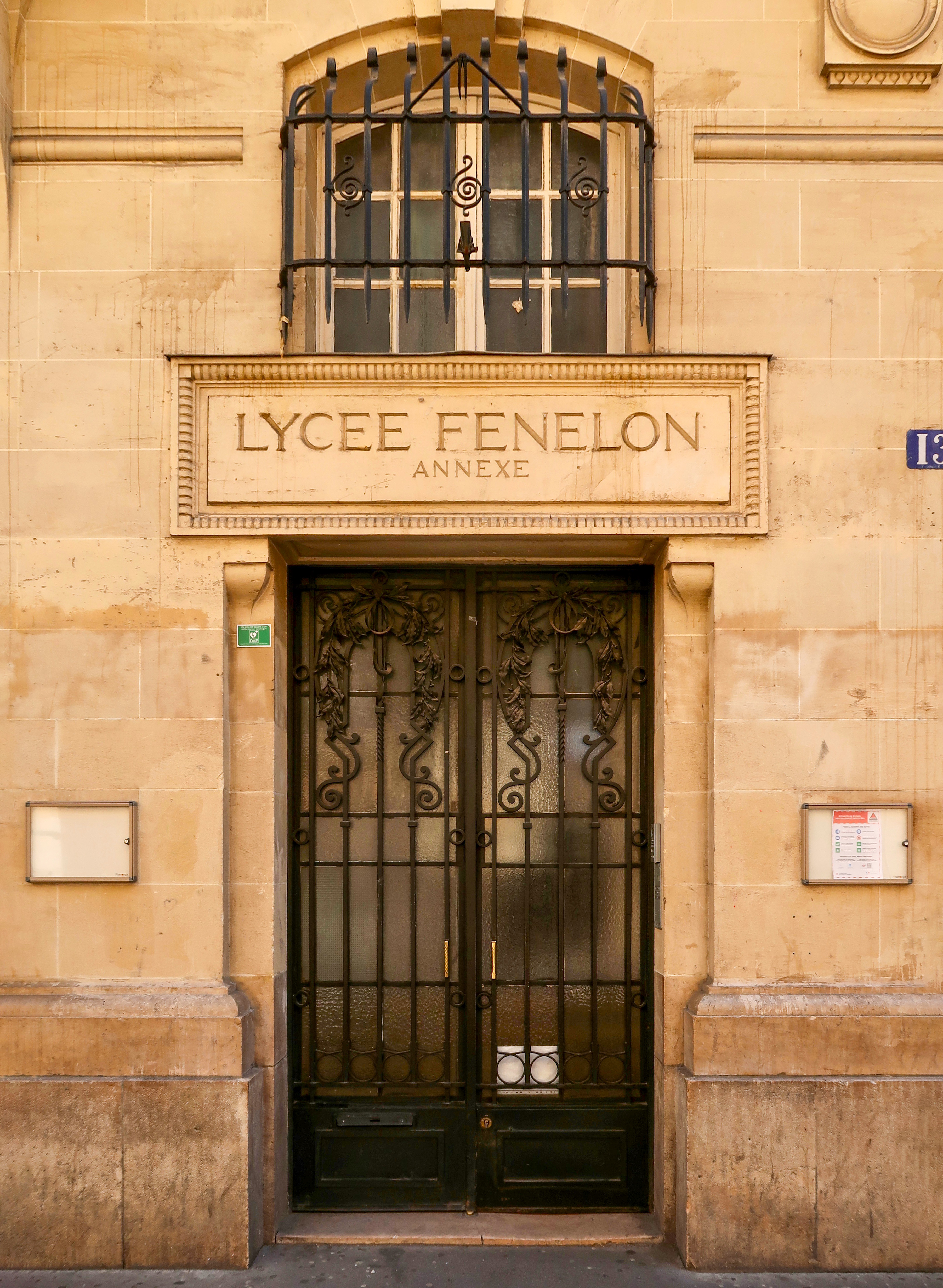
Annexe du Lycée Fénelon

À l'initiative d'un prêtre, le père Cegielka, le lycée polonais Cyprian Norwid de Paris ouvre ses portes à l'automne à la suite de l'invasion de la Pologne par l'armée allemande. L'établissement s'installe tout d'abord au n°14, rue de Fleurus, puis au n°13, rue Suger, dans l'annexe du lycée Fénelon. Il compte jusqu'à quatre cents élèves. Après 1940 et l'invasion de la France, Il est rapidement question de refonder un Lycée Polonais en zone libre. Après avoir hésité un temps entre Toulouse et la région des Pyrénées Zygmunt Lubicz-Zaleski, en tant que délégué en France du ministère polonais de l'Instruction publique décide de l'installer près de la ville universitaire de Grenoble, à Villard-de-Lans. 
Il demande à Wenceslas Jean Godlewski, lecteur de langue polonaise à l'université de Lille de choisir un site convenable et l'homme découvre l'hôtel du parc et du château, situé à côté de la mairie, face aux arêtes du Gerbier (dénommée « Srebrne Gory », en polonais).
L'établissement sera également ouvert aux enfants d'immigrés polonais, originaires du Pas-de-Calais ou des mines de Carmaux réfugiés dans les homes d'enfants de Villard-de-Lans.
Au niveau pédagogique, le lycée est sous la tutelle du secrétariat d'État à l'Éducation nationale et c'est l'académie de Grenoble qui en a la charge éducative. Bernard Hamel, lecteur de français à Cracovie jusqu'en 1939, est, à ce titre, chargé par le recteur de l'université de superviser l'enseignement donné au Lycée. L'administration du Lycée dépend juridiquement à la fois des autorités françaises et polonaises. Lorsque le Le gouvernement polonais se retrouve en exil à Londres, il considère le Lycée de Villard-de-Lans comme un établissement scolaire d'État et finance celui-ci avec des fonds le plus souvent acheminés via la Suisse.

### Liste des enseignants
Les professeurs sont dirigés par le professeur Zygmunt Lubicz-Zaleski, de l'université de Varsovie. Wenceslas Godlewski est le secrétaire général du lycée et enseigne au l’histoire et la littérature polonaises au lycée. Sachant que les équipes enseignantes seront modifiées ou complétées au fur et à mesure des arrestations ou des départs, les professeurs les plus marquants sont:

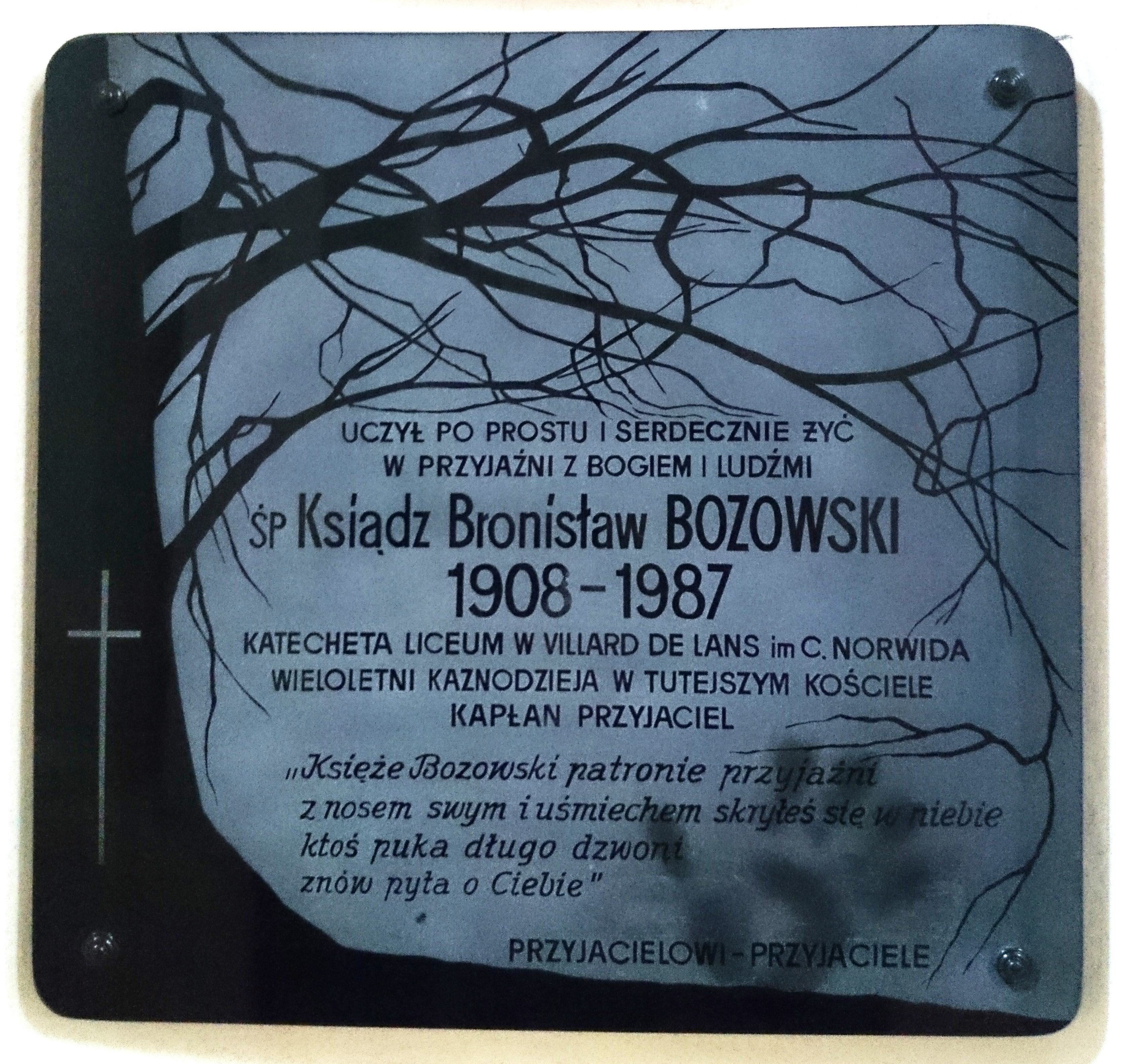
Plaque dédiée au Père Bronisław Bozowski dans la nef gauche de l'église de la Visitation à Varsovie et évoquant son rôle au Lycée polonais de Villard-de-Lans

- Włodzimierz Tarło-Maziński (pl), de l’université de Wilno, professeur d'astronomie et de philosophie
- Kazimierz Gerhardt, professeur de physique et de chimie
- Marian Kozlowski, professeur de chimie et d’anglais
- Jadwiga Aleksandrowicz, professeur d'instruction civique et d'histoire de la Pologne contemporaine
- Jan Harwas, professeur de grec et de latin
- Witold Budrewicz, responsable de l’éducation physique et des sports et maître d’internat
- Jadwiga Stefanowicz, professeur de littérature et directrice de l'internat féminin
- Zofia Lukasiewicz, professeur de biologie et dirige l’internat féminin
- Bernard Hammel, professeur de grammaire française
- Marcel Malbos, professeur de français
- Philippe Blanc, professeur de français, remplacé en 1944 par Denise Malbos, jeune épouse de Marcel
- Maria Filowska, née Giedroyc, professeur d'histoire
- Helena Milecka, née Starzynska, professeur de mathématiques
- Marcjanna Fyda, née Pawlowicz, responsable d’internat et employée administrative

et le Père Bronisław Bozowski (pl), aumônier, chargé des cours d'éthique

## Exposition
La Maison du patrimoine de Villard-de-Lans présente une exposition du 4 septembre 2023 au 14 avril 2024, intitulée « Le lycée polonais Cyprian-Norwid, foyer des libertés ». Cette exposition permet de découvrir un film comportant des témoignages de personnes ayant vécu cette époque ainsi que des photos et des objets : copies d’élèves, photos de classe, livres d’école, etc..

## Hommage

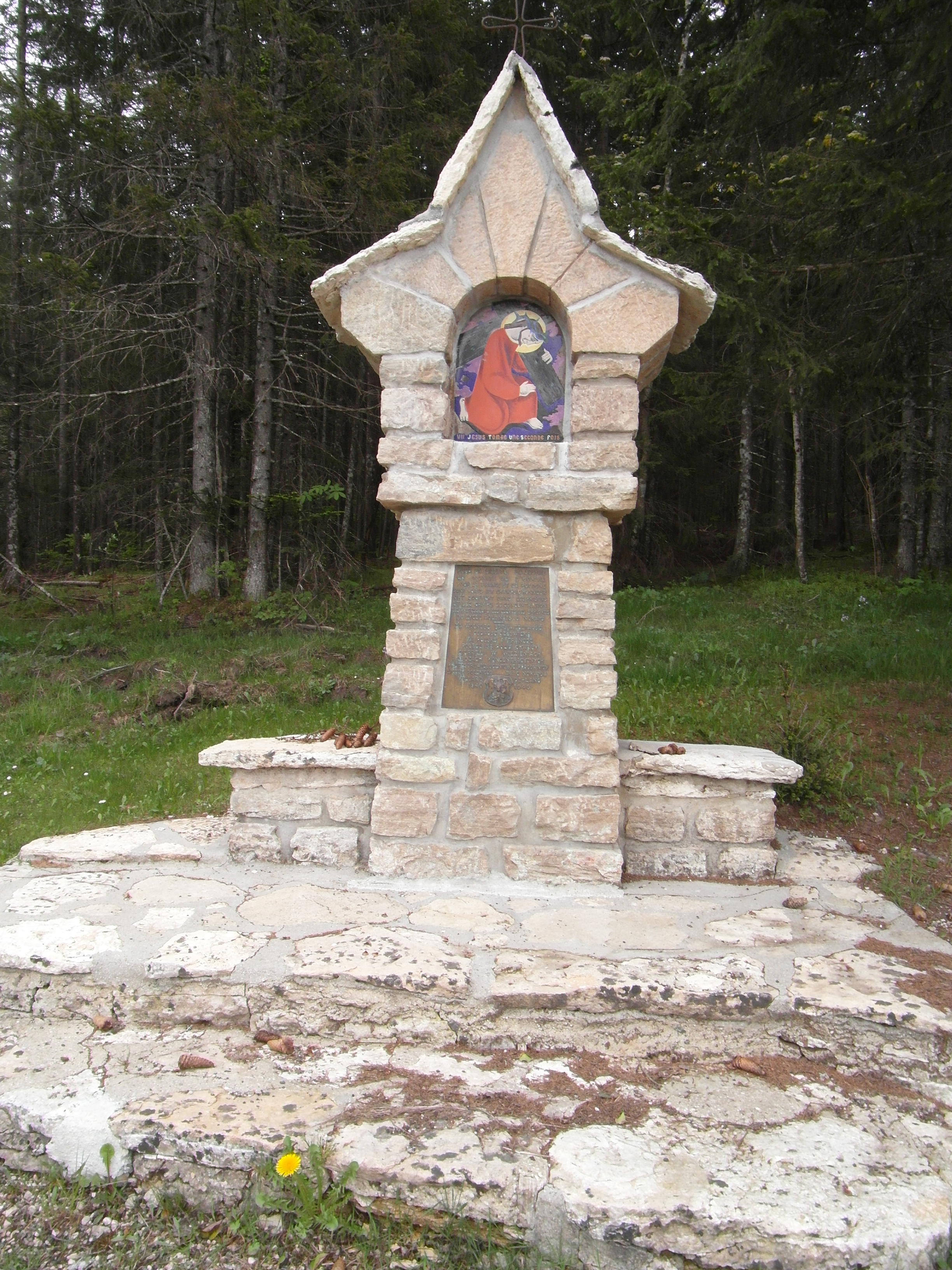
Septième station du calvaire de Valchevrière, dite des « Polonais »

La septième station du calvaire de Valchevrière, un hameau de Villard-de-Lans totalement détruit lors de son incendie par l'armée allemande en juillet 1944, est dédiée aux victimes polonaises du lycée Cyprian Norwid. Cette petit édicule a été construit dans le style des chapelles de Zakophane, ville polonaise. Les noms des Polonais disparus y sont gravés avec cette inscription : « Pour le liberté, la justice, la dignité de l’Homme, pour la France et la Pologne, sont morts aux champs d’honneur, ont souffert dans les prisons et camps de concentration les professeurs, les élèves, les employés du lycée polonais Cyprian Norwid »
Une rue de Villard-de-Lans porte le nom de « rue du lycée polonais », en hommage à l'établissement, situé au bout de cette rue (ancienne rue Carnot).